# Migliori prestazioni europee nei 5000 metri piani
La lista delle migliori prestazioni europee nei 5000 metri piani, aggiornata periodicamente dalla World Athletics, raccoglie i migliori risultati di tutti i tempi degli atleti europei nella specialità dei 5000 metri piani.

## Maschili outdoor

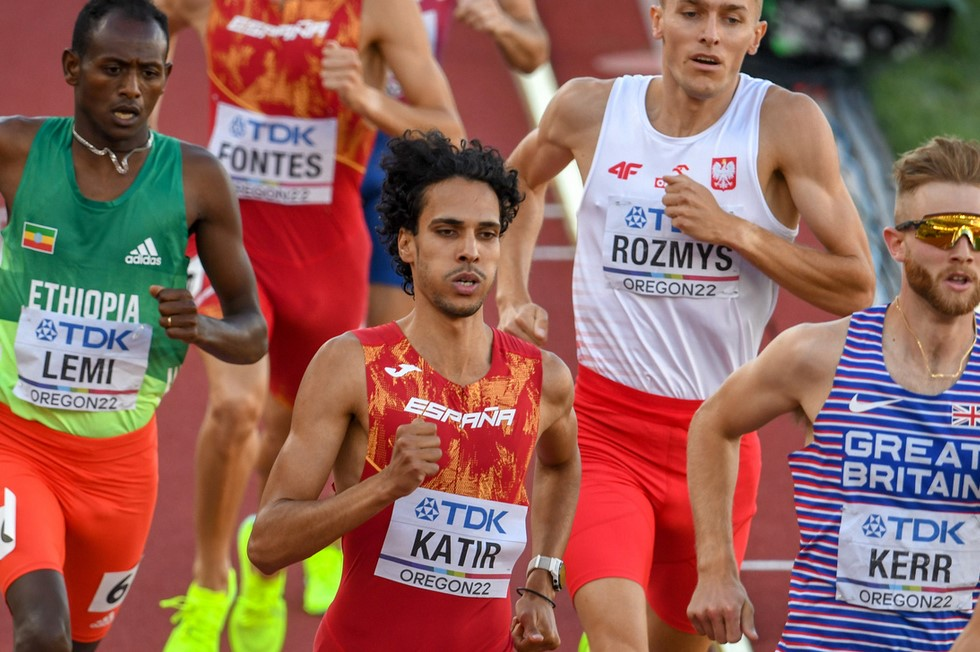
Mohamed Katir, primatista europeo dei 5000 m

Statistiche aggiornate al 21 luglio 2023.
|     | Tempo    | Atleta               | Luogo     | Data           |
| --- | -------- | -------------------- | --------- | -------------- |
| 1.  | 12'45"01 | Mohamed Katir        | Monaco    | 21 luglio 2023 |
| 2.  | 12'48"45 | Jakob Ingebrigtsen   | Firenze   | 10 giugno 2021 |
| 3.  | 12'49"71 | Mohammed Mourhit     | Bruxelles | 25 agosto 2000 |
| 4.  | 12'53"11 | Mo Farah             | Monaco    | 22 luglio 2011 |
| 5.  | 12'54"70 | Dieter Baumann       | Zurigo    | 13 agosto 1997 |
| 6.  | 12'55"47 | Thierry Ndikumwenayo | Monaco    | 21 luglio 2023 |
| 7.  | 12'56"09 | Jimmy Gressier       | Monaco    | 21 luglio 2023 |
| 8.  | 12'57"25 | Alemayehu Bezabeh    | Oslo      | 4 giugno 2010  |
| 9.  | 13'00"31 | Ali Kaya             | Roma      | 4 giugno 2015  |
| 10. | 13'00"41 | David Moorcroft      | Oslo      | 7 luglio 1982  |

## Femminili outdoor

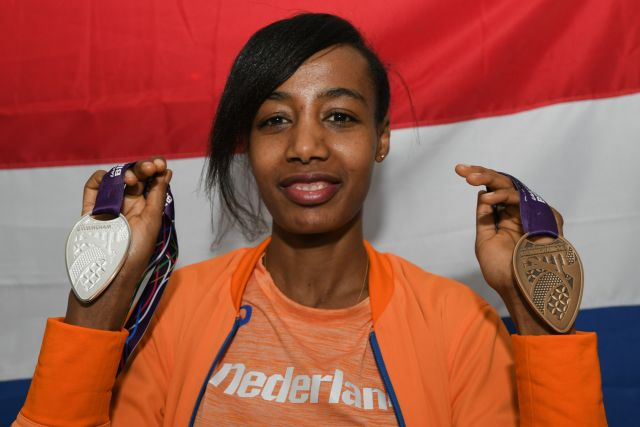
Sifan Hassan, detentrice del record europeo dei 5000 m

Statistiche aggiornate al 17 giugno 2022.
|     | Tempo    | Atleta                    | Luogo     | Data              |
| --- | -------- | ------------------------- | --------- | ----------------- |
| 1.  | 14'22"12 | Sifan Hassan              | Londra    | 21 luglio 2019    |
| 2.  | 14'23"75 | Lilija Šobuchova          | Kazan'    | 19 luglio 2008    |
| 3.  | 14'24"68 | Elvan Abeylegesse         | Bergen    | 11 giugno 2004    |
| 4.  | 14'26"76 | Konstanze Klosterhalfen   | Berlino   | 3 agosto 2019     |
| 5.  | 14'28"55 | Eilish McColgan           | Oslo      | 1º luglio 2021    |
| 6.  | 14'29"11 | Paula Radcliffe           | Bydgoszcz | 20 giugno 2004    |
| 7.  | 14'29"32 | Ol'ga Egorova             | Berlino   | 31 agosto 2001    |
| 8.  | 14'31"07 | Karoline Bjerkeli Grøvdal | Oslo      | 16 giugno 2022    |
| 9.  | 14'31"48 | Gabriela Szabó            | Berlino   | 1º settembre 1998 |
| 10. | 14'33"13 | Gul'nara Samitova-Galkina | Kazan'    | 19 luglio 2008    |

## Maschili indoor
Statistiche aggiornate al 17 giugno 2022.
|     | Tempo    | Atleta              | Luogo      | Data             |
| --- | -------- | ------------------- | ---------- | ---------------- |
| 1.  | 12'57"08 | Marc Scott          | Boston     | 12 febbraio 2022 |
| 2.  | 13'03"64 | Sam Atkin           | Boston     | 12 febbraio 2022 |
| 3.  | 13'07"95 | Jonas Raess         | Boston     | 12 febbraio 2022 |
| 4.  | 13'09"16 | Mo Farah            | Birmingham | 18 febbraio 2017 |
| 5.  | 13'11"13 | Bouabdellah Tahri   | Metz       | 14 febbraio 2010 |
| 6.  | 13'11"18 | Morhad Amdouni      | Birmingham | 18 febbraio 2017 |
| 7.  | 13'11"39 | Alberto García      | Gand       | 9 febbraio 2003  |
| 8.  | 13'11"60 | Mike Foppen         | Boston     | 27 gennaio 2023  |
| 9.  | 13'12"55 | Polat Kemboi Arıkan | Düsseldorf | 10 febbraio 2012 |
| 10. | 13'12"78 | Sam Parsons         | Boston     | 27 gennaio 2023  |

## Femminili indoor

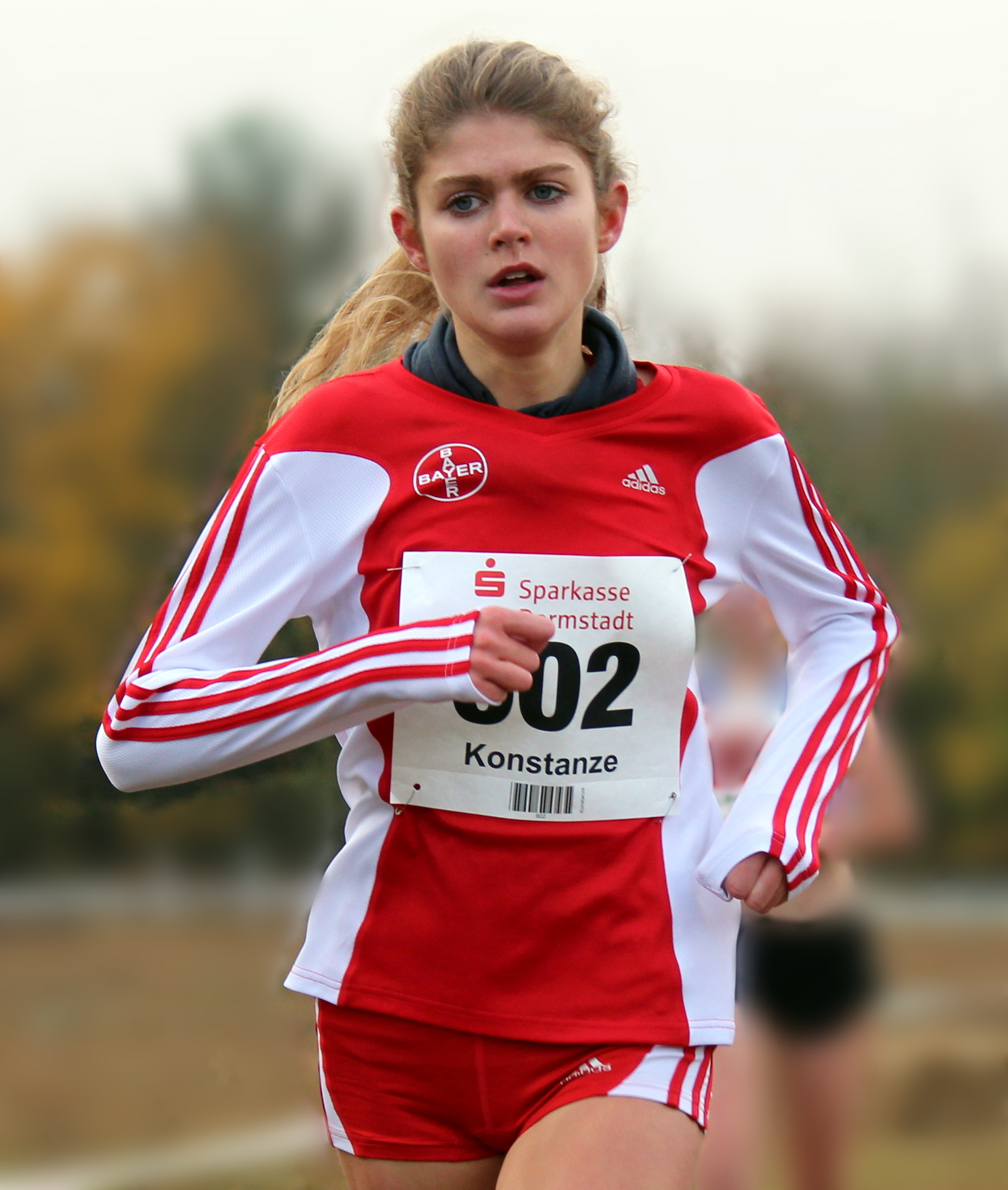
Konstanze Klosterhalfen, primatista europea indoor dei 5000 m

Statistiche aggiornate al 17 giugno 2022.
|     | Tempo    | Atleta                  | Luogo      | Data             |
| --- | -------- | ----------------------- | ---------- | ---------------- |
| 1.  | 14'30"79 | Konstanze Klosterhalfen | New York   | 27 febbraio 2020 |
| 2.  | 14'47"35 | Gabriela Szabó          | Dortmund   | 13 febbraio 1999 |
| 3.  | 14'49"12 | Laura Muir              | Glasgow    | 4 gennaio 2017   |
| 4.  | 14'55"99 | Irina Mikitenko         | Dortmund   | 11 febbraio 2001 |
| 5.  | 14'59"65 | Sarah Inglis            | Boston     | 10 febbraio 2023 |
| 6.  | 15'06"49 | Liz McColgan            | Birmingham | 22 febbraio 1992 |
| 7.  | 15'06"49 | Sara Wedlund            | Stoccolma  | 25 febbraio 1996 |
| 8.  | 15'06"52 | Fernanda Ribeiro        | Mosca      | 7 febbraio 1996  |
| 9.  | 15'08"46 | Yasemin Can             | Istanbul   | 20 febbraio 2016 |
| 10. | 15'10"63 | Ol'ga Egorova           | Dortmund   | 30 gennaio 2000  |